# مگس جنوبی
مگس جنوبی(به انگلیسی: Musca) یکی از صور فلکی جنوبی است که توسط پیتر دریکسزون کیسر (به انگلیسی: Pieter Dirkszoon Keyser) و فردریک د هاتمن (به انگلیسی: Frederick de Houtman) در بین سالهای ۱۵۹۵ تا ۱۵۹۷ کشف شد و در سال ۱۶۰۳ توسط ژوهان بایر(به انگلیسی: Johann Bayer) نقشه برداری شد.

## اجرام عمقی آسمان
- NGC 5189 :سحابی با فاصله ۳٬۰۰۰ سال نوری با ما
- NGC 4833 :خوشه ستاره‌ای کروی با فاصله ۲۱٬۰۰۰ سال نوری با ما
- پیش‌بینی می‌شود که در این صورت فلکی یک سیاهچاله وجود دارد.

## ستارگان با نام خاص
- ستاره....نام......ریشه....معنا
- μ.......Butain....عربی....little belly
- 35......Krittika..سانسکریت ... خوشه پروین